# دوروثي بلاك
دوروثي بلاك (بالإنجليزية: Dorothy Black)‏ هي ممثلة جنوب أفريقية، ولدت في 18 سبتمبر 1899 في جنوب أفريقيا، وتوفيت في 19 فبراير 1985 بلندن في المملكة المتحدة.

## وصلات خارجية
- دوروثي بلاك على موقع IMDb (الإنجليزية)